# DKW-Vemag Vemaguet
Vemaguet é um automóvel brasileiro produzido pela Vemag, sob licença da fábrica alemã DKW, de 1958 a 1967, que teve dois derivados populares, o "Caiçara" e o "Pracinha", fabricados respectivamente de 1963 a 1965 e de 1965 a 1966. Ao total foram comercializadas 55 692 unidades  (47 769 unidades da Vemaguet, 1 173 unidades do Caiçara e 6 750 unidades do Pracinha).
Inicialmente era conhecido apenas como "Camioneta DKW-Vemag" ou como "Perua DKW-Vemag", recebendo a denominação de Vemaguet apenas em 1961. Os modelos datados de 1956 a 1957, anteriores portanto à produção do Vemaguet, foram montados pela Vemag sob licença da DKW da Alemanha e eram derivados da perua DKW F91 Universal, enquanto os modelos da Vemaguet eram derivados da família F94.
Até 1963, as portas dianteiras abriam ao contrário, da frente para trás, no sentido do conforto, conquistando o apelido de portas "suicidas" (conforme os americanos se referem a este tipo de abertura) ou portas "deixa ver" ou "DêChaVê" (como ficou comum no Brasil). Esta última denominação refere-se obviamente ao uso dessas portas por mulheres vestindo saias. No ano de 1964 as portas foram alteradas para a forma tradicional de abertura, de trás para frente, a favor da segurança.
Seu motor de três cilindros em linha e dois tempos, que utiliza uma mistura de óleo a gasolina, com volume de 1 litro, é dianteiro, assim como a tração, com uma bobina por cilindro, refrigeração liquida, partida elétrica. Nas partes móveis do motor utiliza rolamentos no lugar de buchas, casquilhos ou bronzinas. O que proporcionava uma durabilidade acima do comum para os carros da época.

## Histórico
Em 19 de novembro de 1956, a Vemag colocou no mercado a camioneta DKW F-91 Universal, derivada do sedã alemão F-91 e de sua woodwagon, produzidos pela Auto Union. Essa camioneta, entretanto, era montada com componentes importados da Alemanha. Em 1957, essa camioneta sofreu pequenas alterações, como o desenho das portas traseiras, que abriam verticalmente para os lados e passaram a abrir horizontalmente em duas folhas, uma delas abrindo-se para cima e a outra, para baixo.
No segundo semestre de 1958 foi apresentada a camioneta (a "perua DKW"), derivada do F-94 alemão, com grande índice de nacionalização, equipada com o motor de 900 cm³. No terceiro trimestre de 1959, o modelo passou a contar com motor com 1000 cm³. Em 1960, as rodas passaram a ter oito furos, já que os freios são bastante exigidos, em parte pelo uso da roda-livre.
Em 1961, a "Perua DKW-Vemag" passou a ser denominada como Vemaguet e ocorrem várias mudanças estéticas, como a forma dos párachoques e das calotas das rodas. Nesse ano, o sedã perdia os frisos da tampa do porta-malas, que a Vemaguet perderia apenas no ano seguinte.
Em 1963 foi lançada a camioneta Caiçara, uma versão popular da Vemaguet, com a porta traseira em peça única abrindo para a esquerda. A falta de interesse da Auto Union em participar mais ativamente no mercado brasileiro fez com que o emblema colocado no capô do motor dos produtos da Vemag fosse alterado para um emblema mais simples, um "DKW-Vemag" manuscrito.

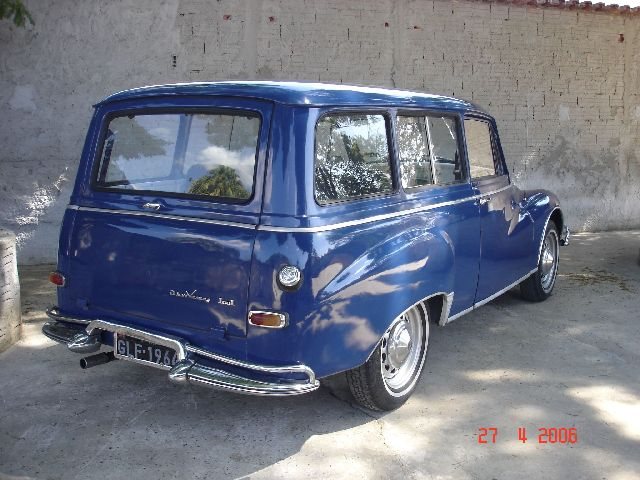
Vista traseira de uma Vemaguet 1001, de 1964.

Em 1964 foi lançado no mercado o DKW-Vemag Fissore e o Lubrimat. A Vemag contava com 4 013 funcionários e uma área de pouco mais de 87 mil m². Seus veículos já contavam com praticamente 100% de nacionalização.
Nesse ano, a Vemaguet teve suas portas alteradas e passaram a abrir do modo convencional e não mais ao contrário. O modo de abertura ao contrário lhes valeu o apelido de "portas suicidas". Esse modo de abertura também conferiu aos modelos a alcunha de "dechavê".
Em 1965 foi lançada a série Rio, em homenagem aos quatrocentos anos de fundação da cidade do Rio de Janeiro. Na Europa, a Volkswagen alemã adquiriu o controle acionário da Auto Union, transformando-a em Audi. No Brasil, estabelecem-se rumores sobre o fim da produção dos veículos DKW e o fechamento da fábrica.
Em 1966 foi encerrada a produção da Caiçara, substituída pela Pracinha, outra camioneta popular baseada na Vemaguet. A diferença principal da Caiçara e da Pracinha são as portas, que passaram a abrir no sentido usual. Nesse ano, o volante, que era "plano", passou a ser "cônico", e as alavancas de sinalização de direção e de acionamento dos faróis acompanharam essa mudança.
Em setembro de 1967, a Volkswagen do Brasil adquiriu a Vemag prometendo não encerrar a produção de seus veículos. A partir desse mês saiu das linhas de produção a Vemaguet S, equipada com o mesmo motor do Fissore. Em dezembro, entretanto, seguindo uma tendência mundial de retirada do motor dois tempos do mercado, a linha de produção foi encerrada. Os anos seguintes testemunhariam uma forte desvalorização dos produtos da Vemag.

## Características técnicas
As características técnicas são aproximadamente as mesmas para todos os modelos da Vemaguet (incluindo a Caiçara e a Pracinha), com diferenças basicamente quanto ao motor e quanto à instalação e equipamentos elétricos. As características são idênticas, com exceção de dimensões e pesos e de desempenho, às características do Belcar.

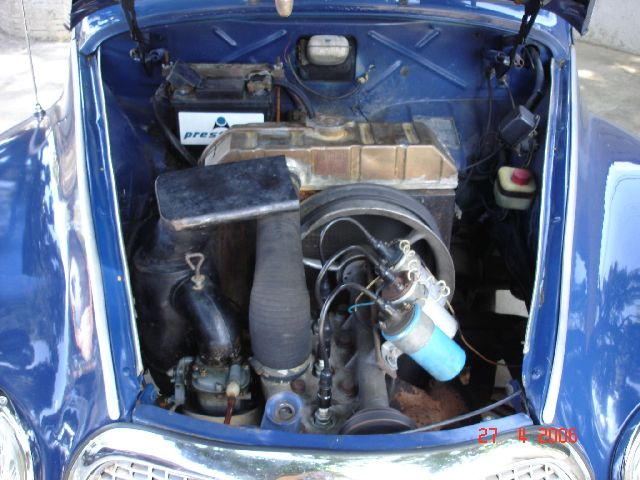
Motor de uma Vemaguet 1001. Ao fundo, à esquerda, aparece a bateria, e ao centro o radiador. À direita do centro podem ser vistas as três bobinas, uma por cilindro. Também aparecem a mangueira superior do sistema de refrigeração e o filtro de ar.

### Motor e transmissão
Os modelos de 1000cc tinham motor DKW-Vemag com ciclo de dois tempos, resfriado a água por termo-sifão (sem bomba de água), três cilindros em linha com 74mm de diâmetro e 76mm de curso, volume de 981 cm³, taxa de compressão de 7,1:1 a 7,3:1, potência de 50CV SAE a 4500rpm, torque de 8,5 kg.m a 2250rpm, com sistema Lubrimat para lubrificação automática.
Umas das características desse motor é possuir apenas 7 peças móveis, sendo elas 3 pistões, 3 bielas e 1 virabrequim e não utilizar bomba d'água (utiliza sifão).
O carburador descendente é o Brosol 40 CIB, com gicleur principal 132,5, gicleur de combustível de marcha lenta g-50, corretor de ar da marcha lenta 1,7, corretor de ar principal 110, gicleur de combustível do afogador 160, corretor de ar do afogador 3,5, venturi 32, emulsionador 46, agulha da bóia 1,5 e parafuso de ajuste da mistura da marcha aberto 3 a 4 meias voltas.
Caixa de câmbio com 4 marchas a frente, todas sincronizadas, uma a ré com roda livre desligável por cabo abaixo do painel. Embreagem tipo monodisco a seco, com embreagem semiautomática Saxomat opcional. Folga da embreagem na borboleta de ajuste de aproximadamente 4 mm, não aplicável para a embreagem semiautomática Saxomat.

### Chassis
Chassis construído em tubos com perfil retangular.
Suspensão dianteira com mola transversal com fitas de polietileno, acima, e braços de suspensão triangulares, abaixo; suspensão traseira em eixo flutuante da Auto Union. Molas transversais com fitas de polietileno em conjunto com dois amortecedores telescópicos em ação dupla, uma na dianteira e outra na traseira.
Direção tipo pinhão e cremalheira, com barra em duas partes; relação da direção 19,2:1; diâmetro de viragem 11,5m.
Rodas 4½J x 15; pneus 560 x 15 com quatro lonas, com ombro de segurança; pressões dos pneus dianteiros 19 a 21 psi, pressões dos pneus traseiros 19 a 24 psi.
Distância entre eixos 2,45 m; bitola dianteira 1,29 m; bitola traseira, 1,35 m.
Convergência (carregado) 0 a 2mm.
Freio hidráulico, efetivo nas quatro rodas, sendo Duplex nas rodas dianteiras e Simplex nas rodas traseiras. Freio de estacionamento mecânico, efetivo nas rodas traseiras. Diâmetros dos tambores de freio dianteiros e traseiros 230mm; largura das lonas de freio dianteiros e traseiros 50mm; superfície ativa do freio 715 cm²; superfície ativa do freio de estacionamento 339 cm².

### Lubrificantes
Óleo SAE 20, API Serviço MS-DG, para o motor; óleo SAE 40 ou 30, para o purificador de ar; óleo  SAE 90 mineral puro, para a caixa de câmbio; graxa fluida para engrenagens, para a direção; graxa lubrificante multi uso, para o chassis, na articulação de tração e os rolamentos; graxa Bosch FT 1-V 4 ou outra graxa resistente ao calor, para o eixo excêntrico dos platinados.

### Instalação e equipamentos elétricos
Bateria de 12V, 35Ah; alternador de 12V, 30/35A; motor de partida de 12V, 0,4CV; ignição Auto Union por bateria, ordem de ignição 1-2-3, avanço de ignição automático por contrapeso centrífugo, dependente das rotações do motor; folga dos platinados, 0,4mm; velas (1) Bosch M-145 T1 ou M-175 T1, (2) Beru 175, (3) Champion K11 ou KI13, ou (4) NGK A7; potência dos faróis, baixos 80W, altos 180W.

### Dimensões e pesos
Comprimento, 4,248m; 
Largura, 1,645m;
Altura, 1,495m; 
Altura livre do solo, 20,7 cm.
Peso, vazio, 975 kg; 
Carga útil, 480 kg.
Peso total admissível no eixo dianteiro, 605 kg;
Peso total admissível no eixo traseiro, 850 kg;
Peso total geral admissível, 1455 kg.
O tanque de combustível tem capacidade para aproximadamente 45 litros, incluindo cerca de 8 litros para reserva. O reservatório do Lubrimat tem capacidade para aproximadamente 3,5 litros. A caixa de câmbio tem capacidade para 2,5 litros, sendo 2,25 litros no reabastecimento. O sistema de arrefecimento tem capacidade para cerca de 8 litros de água.

### Desempenho
Velocidade máxima estimada: 120 a 125 km/h.
Consumo de combustível médio estimado: 8,6 km/l.
Uma curiosidade muito grande, é que simplesmente rebaixando o cabeçote do motor, o carro pode rodar a mais de 130 km/h.